# أينيغو بينيا
أينيغو بينيا (بالإسبانية: Íñigo Peña)‏ هو راكب الكنو إسباني، ولد في 7 سبتمبر 1990 في ثومايا في إسبانيا.

## وصلات خارجية
- أينيغو بينيا على موقع الاتحاد الدولي للكانو (الإنجليزية)
- أينيغو بينيا على موقع اللجنة الأولمبية الدولية (الإنجليزية)
- أينيغو بينيا على موقع أوليمبيديا (الإنجليزية)